# Coll de Comiols
El Coll de Comiols és una collada situada a 1.100,8 metres d'altitud en el límit dels termes municipals d'Artesa de Segre, a la Noguera, i d'Isona i Conca Dellà (antic terme de Benavent de Tremp), al Pallars Jussà.
Es troba a la carena que separa les comarques de la Noguera i del Pallars Jussà. És l'enllaç entre el Montsec de Rúbies, cap a l'oest, i el Roc de Benavent, cap al nord-est. La carretera C-1412b passa per aquest coll, i n'arrenca cap a ponent la carretera L-911.

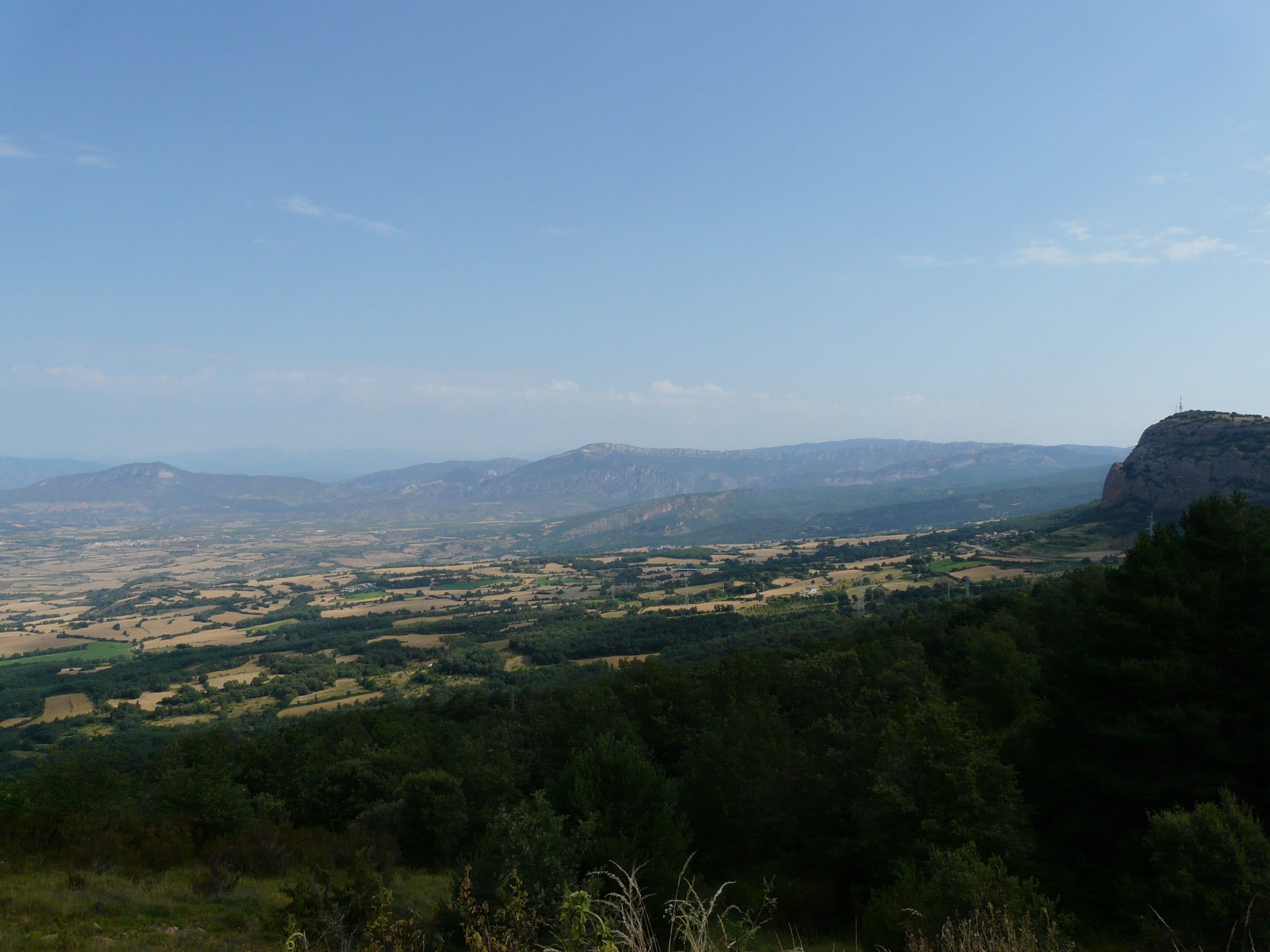
El coll de Comiols ofereix una molt bona vista sobre la Conca de Tremp